# Locadi
Locadi is een plaats (frazione) in de Italiaanse gemeente Pagliara.